# (3492) Petra-Pepi
(3492) Petra-Pepi (1985 DQ) – planetoida z pasa głównego asteroid okrążająca Słońce w ciągu 4,23 lat w średniej odległości 2,62 j.a. Odkryta 16 lutego 1985 roku.